# Mansura, Louisiana
Mansura är en kommun (town) i Avoyelles Parish i Louisiana. Vid 2010 års folkräkning hade Mansura 1 419 invånare.